# Ambam
Ambam är en ort i Kamerun.   Den ligger i regionen Södra regionen, i den södra delen av landet, 170 km söder om huvudstaden Yaoundé. Ambam ligger 570 meter över havet och antalet invånare är 8 476.
Terrängen runt Ambam är huvudsakligen platt. Ambam ligger nere i en dal. Trakten runt Ambam är glesbefolkad, med 18 invånare per kvadratkilometer. Det finns inga andra samhällen i närheten. I omgivningarna runt Ambam växer i huvudsak städsegrön lövskog.